# Hong Min-gi
Hong Min-gi (en hangul, 홍민기; Seúl, 12 de marzo de 2002), es un actor y modelo surcoreano. En sus primeros años de carrera, ha interpretado sus papeles más destacados como actor secundario en las series de televisión Love Your Enemy (2024) y Grupo de estudio (2025).

## Carrera
Está representado por la agencia Fable Company. Obtuvo sus primeros papeles en algunas producciones que la compañía CheezeFilm difunde en su canal en YouTube; son breves series de temática juvenil que rodó entre 2020 y 2021.
Hong se declara persona que prefiere afrontar las situaciones por su cuenta. Cuando tomó forma su proyecto de ser actor, él mismo buscó una escuela secundaria de arte y, una vez en ella, empezó a solicitar audiciones para cortometrajes. Un elemento importante en su vocación fue la influencia de su padre, un fanático del cine hongkonés, pero el factor decisivo fue su admiración por la serie Mr. Sunshine, que considera «una obra verdaderamente perfecta».
En 2024 fue la versión juvenil del protagonista masculino (Ju Ji-hoon) en Love Your Enemy, un breve papel que le sirvió para aprender, según el propio Hong, de los compañeros de reparto, todos actores de gran experiencia; y es que las demás obras en las que apareció en esos primeros años de carrera eran de tema juvenil, y sus compañeros eran por tanto coetáneos.
A principios de 2025, la actuación de Hong en la serie Grupo de estudio supuso para el actor un gran aumento de popularidad y la consideración de ser uno de los nuevos actores más interesantes del momento. Su altura de 187 cm y su afición a la práctica deportiva propiciaron que fuera elegido para un personaje que es miembro del club de baloncesto de la escuela escenario de la obra. Hong se postuló al papel tras ver un aviso de audiciones, y preparó él solo en la sala de prácticas de su escuela el monólogo con el que se presentó. Geon-yeop es en el comic original un boxeador, de modo que, tan pronto como se confirmó el papel, Hong se inscribió en un gimnasio para aprender boxeo, e incluso a los pocos meses participó en competiciones para aficionados. Durante el rodaje del episodio 4 Hong pudo mostrar todo lo aprendido en la escena de lucha en una fábrica abandonada, hecha con una sola toma y seguido por la cámara. El público reaccionó con críticas favorables a su actuación, «una presencia única» y destacada pese a ser relativamente breve.
Ese mismo año, en abril, volvíó a encarnar a un jugador de baloncesto en Crushology 101, su primera serie en un canal de televisión terrestre (MBC) como coprotagonista. Jin Hyun-oh es un estudiante del departamento de Educación Física de una universidad, que fue el primer amor de la protagonista, interpretada por Roh Jeong-eui, y ahora compite con otros tres jóvenes para recuperarla. Pese a las expectativas despertadas por la serie, debidas a que está basada en un webtoon de mucho éxito, tuvo unos resultados de audiencia bajísimos.

## Filmografía

### Cine
| Año  | Título       | Hangul   | Papel   | Notas               | Ref.   |
| ---- | ------------ | -------- | ------- | ------------------- | ------ |
| 2021 | Toma mi mano | 손잡아줘 | Yeon-ho | Cortometraje (7:41) | [ 11 ] |

### Series de televisión
| Año  | Título                            | Papel                | Canal                 | Notas                           | Ref.          |
| ---- | --------------------------------- | -------------------- | --------------------- | ------------------------------- | ------------- |
| 2020 | Novio de 187 cm y novia de 155 cm | Min-gi               | YouTube (Cheeze Film) | Serie web                       | [ 12 ]        |
| 2022 | No quiero volver a casa           | Han-bit              | You Tube (Cock TV)    | Serie web                       | [ 13 ] [ 14 ] |
| 2022 | Dear.M                            | Kim Dong-gyu         | Viki                  | Aparición especial, ep. 1-2, 10 |               |
| 2023 | Night Has Come                    | Jang Hyun-ho         | U+ Mobile TV          | Serie web                       | [ 15 ]        |
| 2024 | Love Your Enemy                   | Seok Ji-won de joven | tvN                   |                                 | [ 16 ] [ 17 ] |
| 2025 | Grupo de estudio                  | Park Geon-yeop       | TVING                 | Serie web                       | [ 18 ] [ 19 ] |
| 2025 | Crushology 101                    | Jin Hyun-oh          | MBC                   | Protagonista                    | [ 20 ] [ 21 ] |